# Darren Shan
Darren Shan (pseudoniem van Darren O'Shaughnessey; Londen, 2 juli 1972) is een Iers schrijver. Hij is het meest bekend van de twee series De wereld van Darren Shan en De Demonata, waarvan alle geplande delen ondertussen zijn verschenen. Shan schrijft ook onder het pseudoniem D.B. Shan en Darren Dash.

## Biografie
Darren O'Shaughnessy werd geboren in het St Thomas' Hospital, London. Op zijn zesde verhuisde hij met zijn ouders en jongere broer naar Ierland, waar hij nadien is blijven wonen. Hij studeerde aan het Copsewood College, Pallaskenry. Daarna keerde hij terug naar Londen om sociologie en Engels te gaan studeren aan de Roehampton University.
Shan kocht op zijn 14e zijn eerste typemachine en schreef een groot aantal korte verhalen, scripten en een paar nooit voltooide boeken. Op zijn 15e had hij zijn eerste succes als schrijver toen hij een wedstrijd won voor het schrijven van een script voor R.T.É.. Zijn script was de zwarte komedie A Day in the Morgue. Op zijn 17e voltooide hij zijn eerste roman, Mute Pursuit, welke echter nooit werd gepubliceerd.
Shan werkte twee jaar voor een kabelbedrijf in Limerick voordat hij besloot fulltime schrijver te worden. Zijn doorbraak kwam met Ayuamarca, welke hij onder zijn echte naam schreef in plaats van een pseudoniem. Het boek werd in februari 1999 gepubliceerd door Orion Publishing Group. Het boek werd opgevolgd door Hell's Horizon. Beide boeken verkochten aanvankelijk niet goed, tot ze werden heruitgebracht onder een pseudoniem.
In januari 2000 begon Shan met de reeks De wereld van Darren Shan.

### De wereld van Darren Shan
Deze twaalfdelige jeugdboekenreeks vertelt over een jongen die halfvampier wordt na een noodlottig bezoek aan het Cirque du Freak, een freakshow.De reeks bestaat uit de volgende delen:
1. De Grote Freakshow (Cirque Du Freak)
2. Vampiersleerling (The Vampire’s Assistant)
3. Tunnels van Bloed (Tunnels of Blood)
4. De Vampiersberg (Vampire Mountain)
5. Op leven en dood (Trials of Death)
6. De vampiersprins (The Vampire Prince)
7. De schemerjagers (Hunters of the Dusk)
8. Bondgenoten van de nacht (Allies of the Night)
9. Moordenaars bij dageraad (Killers of the Dawn)
10. Het Dodenmeer (The Lake of Souls)
11. Heer van het Duister (Lord of the Shadows)
12. Zonen van het Lot (Sons of Destiny)

Van deze reeks zijn uitgaven verschenen per drie boeken. Hierdoor ontstaan de volgende vier trilogieën:
1. De Freakshow trilogie
2. De Vampier trilogie
3. De Schemerjager trilogie
4. De Noodlot trilogie

### De Demonata
Deze tiendelige reeks vertelt over demonen.
1. Grootmeester van het kwaad (Lord Loss)
2. Demonenjager (Demon Thief)
3. Slagtenstein (Slawter)
4. Demonenbloed (Bec*)
5. Wolvenbloed (Blood Beast)
6. Monsteroorlog (demon apocalypse)
7. Schaduw van de Dood (Death's Shadow)
8. Weerwolven (Wolf Island)
9. De duisternis roept (Dark Calling)
10. Helden uit de Hel (Hell's Heroes)

- De oorspronkelijke titel heeft een andere naam dan in het het Nederlands omdat het verhaal een nieuwe hoofdpersoon erbij krijgt die de naam Bec draagt.

### Boeken van de Stad (The City)
Darren Shan heeft nog voor zijn vampieren-serie twee boeken geschreven voor volwassenen. Het waren de eerste twee boeken uit de The City-trilogie. Hij publiceerde ze onder zijn werkelijke naam Darren O'Shaughnessey. De boeken waren niet meteen een succes (vanwege een gebrek aan promotie) en boek drie werd niet gepubliceerd. Darren Shan herschreef het eerste boek en zijn uitgever was bereid om het opnieuw uit te geven. Het verscheen in april 2008. Procession of the dead (dat oorspronkelijk Ayuamarca heette) blijkt nu wel populair te zijn. In april 2009 verschijnt de nieuwe versie van het tweede boek. En in april 2010 verschijnt voor het eerst het derde boek uit de reeks. De Nederlandse uitgeverij van de Darren Shan boeken, Uitgeverij de Fontein, heeft besloten om de boeken ook te vertalen. De vertaling van het eerste boek is verschenen in oktober 2008. Darren Shan benadrukt wel dat deze boeken bedoeld zijn voor volwassenen. Ze bevatten soms erge vormen van geweld en seks komt ook aan bod. De boeken verschijnen onder een nieuw pseudoniem: D.B. Shan en worden uitgebracht onder het in fantasy voor volwassenen gespecialiseerde imprint Luitingh Fantasy. De boeken gaan over een sciencefiction stad waarin een jonge gangster, Capac Raimi, probeert te overleven onder het bewind van de plaatselijke godfather 'de Kardinaal'.
- Procession of the dead (Een stoet van doden) (2008)
- Hell's Horizon (2009)
- City of the Snakes (2010)

### De sage van Larten Crepsley
Deze reeks van vier boeken gaat over het levensverhaal van Larten Crepsley, de leraar van Darren Shan uit 'wereld van Darren Shan'-reeks. Het verhaal van Larten wordt uitgebreid beschreven, van mens naar vampier naar Vampiers-Generaal naar circusartiest. Het verhaal sluit als voorgeschiedenis naadloos aan op het begin van de 'wereld van Darren Shan'-boeken.De eerste drie delen zijn in het Nederlands verschenen.Boek vier was nog in het Nederlands verwacht, maar werd wegens tegenvallende verkoopcijfers geschrapt. De serie is volledig uitgebracht in het Engels
1. Geboorte van een moordenaar (Birth Of A Killer)
2. Zee van bloed (Ocean Of Blood)
3. Paleis der verdoemden (Palace of the Damned)
4. Broeders tot de dood (Brothers to the Death)

### Zom-B reeks
Deze reeks van Darren Shan gaat over zombies. Het hoofdpersonage is de Ierse, twaalf jaar oude B Smith.